# G 240-72
Désignations
G 240-72 (ou WD 1748+708, ou LHS 455, ou GJ 1221) est une naine blanche de type spectral DQP9.0 située dans la constellation du Dragon.

## Distance
G 240-72 est la septième naine blanche la plus proche de la Terre (après Sirius B, Procyon B, l'étoile de van Maanen, GJ 440, 40 Eri B, Stein 2051 B). Sa parallaxe trigonométrique est de 0,1647 ± 0,0024 seconde d'arc, équivalent à une distance de 6,07 ± 0,09 pc, soit 19,80+0.29
−0.28 al.

## Propriétés
G 240-72 a une masse de 0,81 masse solaire et une gravité de surface de 108,36 (2,29 · 10 8 ) cm·s −2,  ou environ 234 000 de celle de la Terre, correspondant à un rayon de 6 850 km, ou 107 % de celui de la Terre.
Cette naine blanche a une température relativement basse de 5 590 K (5317°C), soit légèrement plus froide que le Soleil, avec un âge de refroidissement long, c'est-à-dire un âge en tant qu'étoile dégénérée (sans compter la durée de l'existence passée en tant qu'étoile de la séquence principale et en tant qu'étoile géante) de 5,69 Ga. Elle a une apparence blanche, en raison de sa température similaire à celle du Soleil. Elle possède une atmosphère d'hélium pur et tourne très lentement, avec une période pouvant durer au-delà de 100 ans.